# École nationale supérieure d'architecture de Toulouse
L'École nationale supérieure d'architecture de Toulouse (ENSA Toulouse), est un établissement d'enseignement supérieur sous tutelle du ministère de la Culture et co-habilité par le ministère de l'Enseignement supérieur et de la Recherche. L'ENSA de Toulouse est également membre associé de l'université fédérale de Toulouse-Midi-Pyrénées. Le bâtiment actuel de l'ENSA est situé en limite nord-ouest du campus de l'université Toulouse-Jean-Jaurès, dans le quartier du Mirail.
L'ENSA de Toulouse émane d'une tradition séculaire d'enseignement de la discipline depuis l'Académie royale. Elle est aujourd'hui identifiable à l'échelle nationale par des formations, des recherches, des relations avec les acteurs opérationnels, au croisement de questionnements environnementaux, urbains et liés au bâti existant. Ces approches  considèrent globalement l'« architecture à travers ses multiples contextes » : environnement physique, social, culturel et économique, dynamiques paysagères, valorisation des patrimoines, imbrication des échelles urbaines à architecturales, intégration dans le processus de projet, évolution des outils dédiés au projet évolution des jeux d'acteurs.
Cette « spécificité environnementale » lui vaut une attirance d'étudiants européens, dans le cadre du programme d'échanges Erasmus, ainsi que de nombreuses sollicitations au sein des établissements de l'Université de Toulouse.

## Formations et diplômes
Formation initiale en architecture :
- cycle de licence conduisant au diplôme d'études en architecture.
- cycle de master conduisant au diplôme d'architecte diplômé d'État, avec possibilité offerte à quelques étudiants de réaliser ce cycle délocalisé à Hanoï (Vietnam), et intégrant la possibilité d'une « option recherche ».
- double cursus architecte-ingénieur établi depuis 1996 avec l'INSA de Toulouse (Institut national des sciences appliquées de Toulouse (INSAT)).

### Formations post master
- cycle de doctorat de l'université de Toulouse, par l'association à l'école doctorale TESC (sciences humaines et sociales) et en phase d'association avec l'école doctorale MEGeP (sciences et techniques).
- préparation, en formation alternée, de l'habilitation à exercer la maîtrise d'œuvre en nom propre (HMONP).
- préparation au concours d'architecte urbaniste de l'État (AUE).
- Executive master européen Architecture et développement durable (en partenariat avec l'université catholique de Louvain) entre 1996 et 2012.
- DPEA(*) Projet urbain, patrimoine et développement durable (en partenariat avec l'université d'architecture de Hanoï) depuis 2001.

(*) diplômes propres aux écoles d'architecture, amenés à être habilités en diplômes supérieurs d'architecture (DSA) dès 2011.

### Formation continue
- Architecture et développement durable : formation longue qualifiante pour environ 25 stagiaires/an
- Offre complète de formations courtes[1]

### La recherche
La recherche s'est développée à l'ENSA de Toulouse dès le début des années 1970 ; la première équipe habilitée l'a été en 1982.
Les activités de recherche sont aujourd'hui regroupées au sein du Laboratoire de recherche en architecture (LRA) de l'ENSA de Toulouse. Celui-ci est animé par une équipe d'une cinquantaine d'enseignants-chercheurs (dont 8 HDR), une quarantaine de doctorants et deux personnels BIATOS.

## Gouvernance de l'établissement
- Guy Darnault (1907-1986) administrateur de l'Unité pédagogique Architecture de Toulouse de 1968 à 1971
- César Juvé (1941-2017) directeur de l’École d'architecture de 1971 à 1983
- Jean-Louis Bour (1929-2002) directeur de l’École d'architecture de 1984 à 2001
- César Juvé (1941-2017) directeur de l’École nationale d'architecture de 2001 à 2006
- Pierre Fernandez (1955- ) directeur de l’École nationale supérieure d'architecture de 2007 à 2010
- Nicole Roux-Loupiac (1948- ) directrice de l’École nationale supérieure d'architecture de 2010 à juin 2013
- Benoît Melon ( ) directeur par intérim jusqu'en décembre 2013.
- Monique Reyre (1952- ) directrice de l’École nationale supérieure d'architecture de 2014 à 2017
- Pierre Fernandez (1955- ) directeur de l’École nationale supérieure d'architecture de 2018 à 2022
- Clotilde Kasten ( ) directrice par intérim de janvier 2023 à mars 2023
- Agnès Blondin (1982- ) directrice de l’École nationale supérieure d'architecture du 3 avril 2023 à ce jour